# بت، نیوبرانزویک
بت، نیوبرانزویک (به انگلیسی: Bath, New Brunswick) یک منطقهٔ مسکونی در کانادا است که در شهرستان کارلتون واقع شده‌است. بت ۲٫۰۳ کیلومتر مربع مساحت و ۵۳۲ نفر جمعیت دارد.